# Gabriel Mohyła
Gabriel Mohyła (rum. Gavril Movilă) – hospodar Wołoszczyzny w latach 1616 i 1618–1620, z rodu Mohyłów.
Był synem hospodara Mołdawii Szymona Mohyły. Objął on tron wołoski na krótko w 1616 dzięki poparciu bojarskiej opozycji wobec rządów protureckiego Radu Mihnei, a potem ponownie w 1618 - tym razem został zatwierdzony przez Turków, między innymi dzięki zabiegom polskim. W okresie jego rządów chłopom wołoskim przyznano prawo do wykupu z poddaństwa. W 1620, podczas wojny polsko-tureckiej, został zastąpiony na tronie ponownie przez Radu Mihneę.
Źródło: J. Demel, Historia Rumunii, Wrocław 1970.